# Бенивај Олон
Бенивај Олон (фр. Bénivay-Ollon) насеље је и општина у источној Француској у региону Рона-Алпи, у департману Дром која припада префектури Нион.
По подацима из 2011. године у општини је живело 65 становника, а густина насељености је износила 7,2 становника/km². Општина се простире на површини од 9,03 km². Налази се на средњој надморској висини од 360 метара (максималној 854 m, а минималној 374 m).

## Демографија
| 1962. | 1968. | 1975. | 1982. | 1990. | 1999. | 2011. |
| ----- | ----- | ----- | ----- | ----- | ----- | ----- |
| 35    | 44    | 55    | 77    | 74    | 57    | 65    |

График промене броја становника у току последњих година